# Paolo Lucio Anafesto
Paolo Lucio Anafesto ou Paoluccio Anafesto (en latin : Anafestus Paulucius) serait, selon la tradition, le premier doge de Venise, élu en 697. Avec l'affaiblissement du pouvoir byzantin, entre le VIIe siècle et le VIIIe siècle, l'autorité principale de la région passa à un magistrat local, nommé « doge » (ce mot est une variation dialectale issue du latin dux).

## Biographie
Paolo Lucio Anafesto aurait été le premier doge de la Vénétie maritime pendant la période de 697-717, lorsque cette province, précédemment dirigée par des tribuns, fut érigée en duché, avec pour capitale Eraclea, dans le cadre de la réorganisation de l'exarchat de Ravenne à laquelle elle appartenait. Cette modification de statut aurait eu deux buts : d'une part, mettre fin aux conflits incessants qui divisaient les chefs des différents quartiers, et d'autre part, coordonner la défense commune contre les Lombards et les Slaves, qui menaçaient alors la contrée. Nommé par l'exarque de Ravenne alors qu'il était probablement natif de la province - peut-être d'Oderzo - le nouveau duc exerça le pouvoir au nom des empereurs suivants :
- Léonce II
- Tibère III
- Justinien II
- Philippicos
- Anastase II
- Théodose III
- Léon III (incertain)

## Mythes et hypothèses

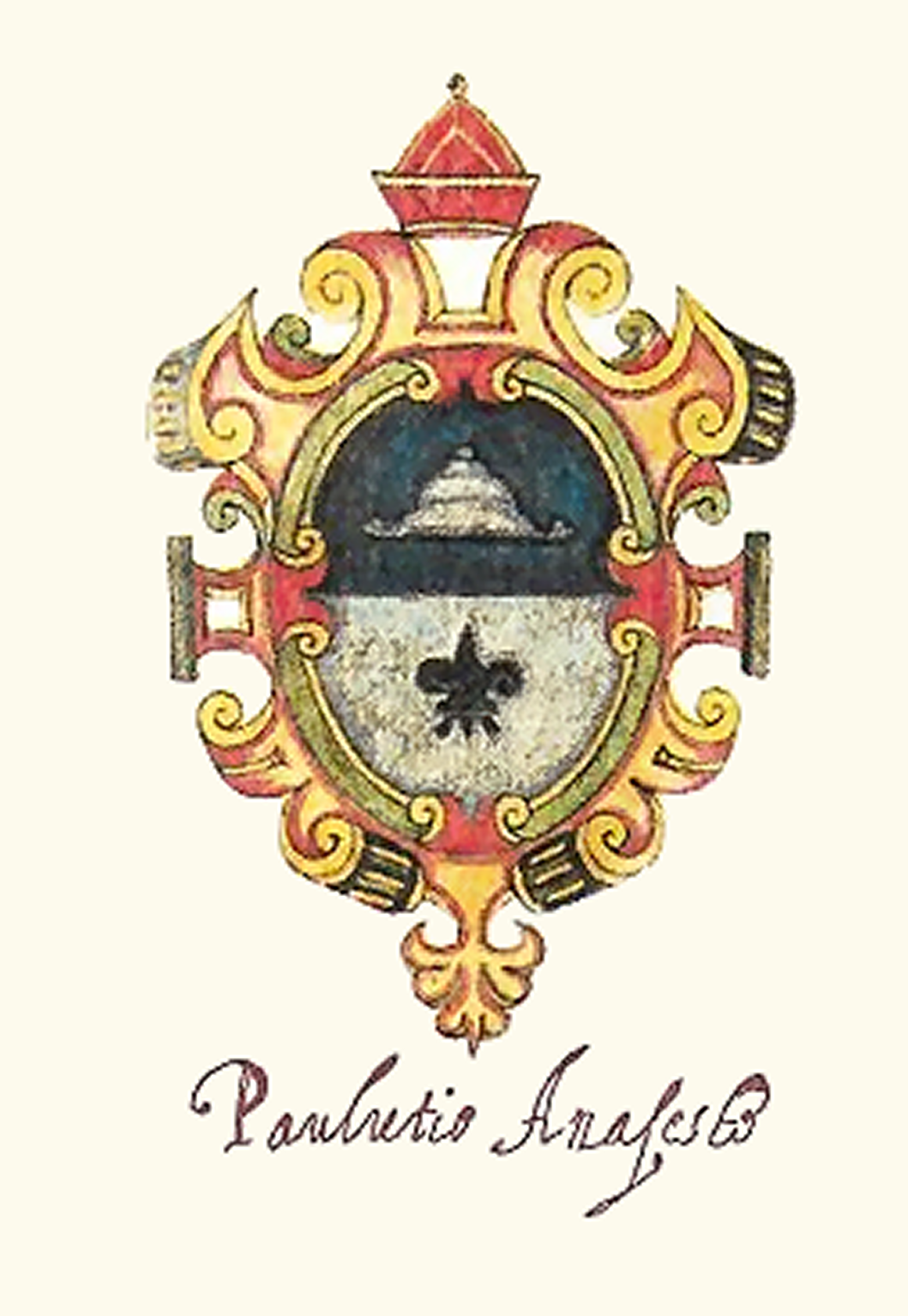

L'exacte identité du personnage n'est pas entièrement confirmée : selon l'hypothèse de l'historien John Julius Norwich, on le confondrait avec Paul, exarque de Ravenne de 726 à 728 pendant la guerre iconoclaste de 727. Le nom de Paoluccio (Paulicius) pourrait donc provenir d'une erreur de transcription de Paulus Patricius, titre attribué à l'exarque. De plus, le magister militum de Paul, par coïncidence, était appelé "Marcello", c'est-à-dire portait le même nom que le successeur de Paoluccio comme doge : Marcello Tegalliano.
On dit qu'aidé du magister militum Marcello, Paoluccio aurait négocié avec Liutprand, roi des Lombards, les frontières de la ville insulaire d'Eraclea, où se trouvait la résidence ducale. Il aurait été victime d'une conjuration des nobles de Malamocco et de Jesolo, qui auraient organisé une révolte contre Eraclea.
La légende lui attribue la réalisation des premiers travaux de fortification de Venise contre les incursions des pirates, ainsi que la construction de l'arsenal militaire. En réalité, à l'époque, la ville de Venise n'existait pas encore.
Selon une autre tradition - difficilement vérifiable - il aurait été à l'origine de la famille Falier.
La date exacte de sa mort, 717, n'est pas non plus de source absolument sûre.

## Anafesto et Oderzo
Oderzo a dédié une rue à ce concitoyen légendaire. Un tableau représentant son intronisation à Eraclea a été réalisé dans les années 1930 par le peintre Giulio Ettore Erler, pour la salle du conseil municipal de la ville.

## Sources
- (it) Cet article est partiellement ou en totalité issu de l’article de Wikipédia en italien intitulé « Paolo Lucio Anafesto » (voir la liste des auteurs).

- Notices d'autorité :   - VIAF
  - GND